# Zarato de Vidin
El Zarato de Vidin (en búlgaro: Видинско царство, romanizado: Vidinsko tsarstvo) fue un estado medieval búlgaro que tuvo como centro la ciudad de Vidin. En 1356, el zar de Bulgaria, Iván Alejandro, separó Vidin de la monarquía búlgara y designó a su hijo Iván Esratsimir como soberano absoluto del dominio de Vidin.
En 1365, el estado fue ocupado por los cruzados húngaros, pero la ocupación duro poco. En 1369, una campaña de búlgaros y valacos expulsó el militarismo húngaro, pero en 1393 la totalidad de Bulgaria, junto con el resto de la región circundante, cayó ante el Imperio otomano. Esto puso fin al estado medieval de Bulgaria. Vidin fue la única región controlada por la población indígena búlgara y no fue invadida por los turcos otomanos.
Los otomanos también conquistaron el Despotado de Dobruja, Prilep y Velbazhd. La independencia de Vidin no duró mucho. En 1396, Esratsimir contribuyó con soldados para ayudar a las naciones eslavas en un intento de derrotar al Imperio otomano. Tras la derrota a manos de los otomanos en las afueras de la ciudad de Nicópolis, Vidin finalmente cayó bajo los otomanos dirigidos por Beyazid I. Sin embargo, según los historiadores modernos, el Zarato de Vidin pudo haber existido hasta 1422, gobernado por el hijo de Esratsimir, Constantino II.